# Konstantin Dorimedontowitsch Pokrowski

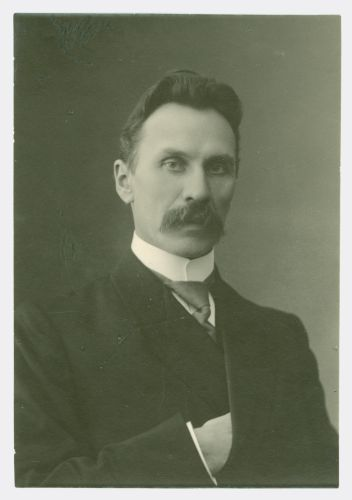
Konstantin Dorimedontowitsch Pokrowski

Konstantin Dorimedontowitsch Pokrowski (russisch Константин Доримедонтович Покровский; * 11. Maijul. / 23. Mai 1868greg. in Nischni Nowgorod; † 5. November 1944 in Kiew) war ein russischer Astronom, Astrophysiker und Hochschullehrer.

## Leben
Der Priestersohn Pokrowski besuchte das Humanistische Gymnasium in Nischni Nowgorod. Das anschließende Studium in der mathematischen Abteilung der physikalisch-mathematischen Fakultät der Universität Moskau (MGU) schloss er 1891 mit einem Diplom I. Klasse ab. Darauf war er außerplanmäßiger Assistent am Krasnopresnenskaja-Observatorium der MGU. Von Oktober 1892 bis Juli 1895 unterrichtete er an der Moskauer Mittelschule. Daneben leitete er bereits ab 1890 das frei zugängliche private Observatorium des Handelshauses F. Schwabe (bis 1895).
1896 wurde Pokrowski Beobachtungsastronom an der Kaiserlichen Universität Dorpat. Er schloss sich dem Nischni Nowgoroder Kreis der Freunde der Physik und Astronomie (1897–1902) an, der die erste wissenschaftliche astronomische Gesellschaft in Russland war. 1902 verteidigte er seine Magister-Dissertation über die Entstehung der periodischen Kometen. 1906 wurde er zum Professor für Astronomie an der Freien Hochschule in St. Petersburg gewählt, ohne seine Tätigkeit an der Universität Dorpat aufzugeben. 1907 wurde er zum außerordentlichen Professor an der Universität Dorpat gewählt. 1908–1915 war er Direktor des Astronomischen Observatoriums der Universität Dorpat. Im November 1915 wurde er nach Verteidigung seiner Dissertation über die Struktur des Schweifs des Kometen 1910 von der MGU zum Doktor der Astronomie und Geodäsie promoviert. 1916 wurde er zum ordentlichen Professor an der Universität Dorpat ernannt und sogleich als kommissarischer Rektor nach Perm geschickt, um dort zunächst als Abteilung der Universität Petrograd die neue Universität Perm zu organisieren. Er wurde einstimmig zum Rektor der neuen Universität gewählt und übte das Amt bis 1918 aus. Einer seiner bekanntesten Schüler war Grigori Abramowitsch Schain. Pokrowskis Nachfolger als Rektor der Universität Perm war Nikolai Wiktorowitsch Kultaschew.
Nach der Oktoberrevolution hielt Pokrowski 1919–1920 Vorlesungen über Astronomie an der Universität Tomsk. 1920 wurde er zum Seniorastronomen am Russischen Astronomischen Hauptobservatorium (GRAO) in Pulkowo und zum Senior-Leiter der Abteilung für militärische Geodäsie des Moskauer Landvermessungsinstituts gewählt. Er wurde Ehrenmitglied der Russischen Gesellschaft der Freunde der Universumkunde und Mitherausgeber der Zeitschrift der Gesellschaft. Im Januar 1927 wurde er zum Korrespondierenden Mitglied der Akademie der Wissenschaften der UdSSR (AN-SSSR, seit 1991 Russische Akademie der Wissenschaften (RAN)) gewählt. 1930–1932 war er Vizedirektor des Pulkowo-Observatoriums. Gleichzeitig lehrte er an der Militäringenieurakademie, am Leningrader Bergbau-Institut und am Herzen-Institut für Pädagogik. Wiederholt war er Ratsvorsitzender der Assoziation der Astronomen der RSFSR.
1933 wurde Pokrowski Vorsitzender der Odessaer Abteilung der Allrussischen Gesellschaft für Astronomie und Geodäsie. Dazu wurde er zum Vorsitzenden der bei der Akademie der Wissenschaften der Ukrainischen Sozialistischen Sowjetrepublik angesiedelten Kommission für den Bau von Planetarien in der Ukraine gewählt. Im September 1934 wurde er Direktor des Astronomischen Observatoriums der Universität Odessa (OGU). Dazu leitete er ab 1934 den Lehrstuhl für Astronomie, an dem er eine Aspirantur einrichtete, und war 1937–1938 Dekan der physikalisch-mathematischen Fakultät der OGU. Untersuchungsschwerpunkte waren die Bewegungsgesetze der Doppelsterne, die Entstehung von Meteoren aus Kometen, die Sonne während Sonnenfinsternissen und die Spektrometrie von Sternen. Er war Ehrenmitglied der Russischen Astronomischen Gesellschaft und der Moskauer Gesellschaft der Freunde der Astronomie.
Zu Beginn des Deutsch-Sowjetischen Krieges konnte Pokrowski wegen seines Alters und der Erkrankung seiner Frau nicht evakuiert werden. Er arbeitete weiter als Direktor des Observatoriums und Professor an der OGU. Am 15. September 1943 hielt Pokrowski in dem im Mai 1943 von der rumänischen Besatzungsmacht an der OGU eingerichteten Institut für antikommunistische Propaganda (seit Oktober 1943 Institut für Sozialwissenschaften) unter Bezug auf die Pulkowo-Affäre 1936–1937 einen Vortrag über die leidvollen Seiten der Geschichte des Pulkowo-Observatoriums. Nach der Rückeroberung Odessas am 10. April 1944 durch die Rote Armee wurde Pokrowski in der Nacht vom 10. zum 11. Mai 1944 verhaftet und wegen seines Vortrags am 15. September 1943 des Verrats beschuldigt. Am 7. Juli 1944 wurde er nach Kiew überstellt, wo er im Gefängniskrankenhaus starb. Er wurde am 27. Juli 1993 rehabilitiert.
Seit 1992 gibt es an der Universität Perm ein  Konstantin-Dorimedontowitsch-Pokrowski-Stipendium.

## Ehrungen, Preise
- Kleiner Peter-der-Große-Preis (1894)
- Nikolaus II.-Preis (1894)
- Sankt-Stanislaus-Orden III. Klasse (1901)
- Orden des Heiligen Wladimir IV. Klasse (1917)